# Baños Corazón
Los baños Corazón son manantiales termales ubicados en la Región de Valparaíso, utilizados para fines medicinales.

## Historia
Luis Risopatrón lo describe en su Diccionario Jeográfico de Chile de 1924:: 254 
Corazón (Baños del) 32° 49' 70° 32'. Son medicinales, con varias vertientes que nacen en una bonita quebrada del fundo del mismo nombre, cuyo lecho lo forma una masa compacta de rocas porfiricas estratificadas con incrustaciones calcáreas; corre por ella un pequeño arroyo de agua fria, cristalina, sin olor, ni sabor, de.reacción neutra, a unos 7 kilómetros hacia el NE de la ciudad de Los Andes, en la banda N del rio Aconcagua. 62, II, p. 219; i 85, p. 171; i vertientes medicinales en 63, p. 189; i termas Baños del Corazón en 68, p. 36.